# Phêrô Huỳnh Văn Hai
Phêrô Huỳnh Văn Hai (sinh 1954) là một giám mục của Giáo hội Công giáo tại Việt Nam. Ông hiện đảm nhận chức vụ giám mục Chính toà Giáo phận Vĩnh Long và Chủ tịch Ủy ban Giáo dục Công giáo trực thuộc Hội đồng Giám mục Việt Nam nhiệm kỳ 2022–2025. Trước đó, ông cũng từng đảm nhiệm vai trò này trong nhiệm kỳ 2019–2022. Khẩu hiệu giám mục của ông là "Hãy ra khơi và thả lưới".
Huỳnh Văn Hai sinh tại huyện Thạnh Phú, tỉnh tại Bến Tre trong một gia đình làm nghề chài lưới. Năm 1966, chủng sinh Hai bắt đầu con đường tu trì và theo đuổi con đường tu học tại các chủng viện đến năm 1978. Vì hoàn cảnh đất nước, chủng sinh Hai về sống tại gia đình. Năm 1991, ông quay lại tiếp tục học tại Chủng viện và lần lượt được phong chức phó tế và linh mục trong hai năm 1993 và 1994.
Sau khi thụ phong linh mục, Huỳnh Văn Hai được cử đi du học tại Paris, tốt nghiệp văn bằng tiến sĩ triết học. Năm 2004, ông hồi hương, được phân công đảm nhận vai trò giáo sư của nhiều chủng viện Công giáo. Năm 2011, linh mục Hai được bổ nhiệm giữ chức Phó Giám đốc Đại chủng viện Thánh Quý, Cần Thơ.
Ngày 7 tháng 10 năm 2015, Giáo hoàng Phanxicô bổ nhiệm linh mục Phêrô Huỳnh Văn Hai làm giám mục Chính toà Giáo phận Vĩnh Long. Với việc bổ nhiệm này, Giám mục Hai trở thành vị kế nhiệm cố Giám mục Tôma Nguyễn Văn Tân, người qua đời đột ngột và khiến giáo phận Vĩnh Long lâm vào tình cảnh trống tòa trong hai năm. Buổi lễ truyền chức giám mục cho Huỳnh Văn Hai được tổ chức vào ngày 11 tháng 12 năm 2015 tại Nhà thờ chính tòa Vĩnh Long.

## Thân thế và tu tập
Phêrô Huỳnh Văn Hai sinh ngày 18 tháng 5 năm 1954 tại họ đạo Thạnh Phú, nay thuộc thị trấn Thạnh Phú, huyện Thạnh Phú, tỉnh Bến Tre, thuộc giáo phận Vĩnh Long trong một gia đình đông con, chỉ có thân mẫu là giáo dân Công giáo.
Con đường tu trì của cậu Hai bắt đầu vào ngày 1 tháng 6 năm 1966, khi cậu được cho nhập học tại Tiểu chủng viện Vĩnh Long. Sau khoảng thời gian sáu năm được đào tạo tại Tiểu chủng viện, ngày 1 tháng 8 năm 1973, chủng sinh Hai tiếp tục con đường tu trì bằng việc nhập học Đại chủng viện Xuân Bích Vĩnh Long.
Trong thời gian học tại Đại chủng viện, chủng sinh Huỳnh Văn Hai lần lượt lãnh các tác vụ (còn gọi là chức nhỏ): đọc sách (ngày 8 tháng 8 năm 1977), Giúp lễ (ngày 7 tháng 5 năm 1978). Sau đó, chủng sinh Hai về sống cùng gia đình. Trong thời gian gián đoạn việc tu học và trở về sinh sinh sống cùng gia đình, chủng sinh Hai làm ruộng và chăn vịt, đồng thời nhận làm thư ký cho các hợp tác xã vì biết chữ. Việc tu học phụ thuộc vào tính tự giác của chủng sinh do giáo xứ không có linh mục thường trú. Chủng sinh Hai thường nhờ sự hỗ trợ của chủng sinh Phạm Văn Don (hiện là linh mục Tađêô Phạm Văn Don, Giám đốc Caritas giáo phận Vĩnh Long) mua giúp các sách báo về Giáo hội Công giáo và ngoại ngữ để tự học. Từng nhiều lần tâm sự về khoảng thời gian chăn vịt của mình, Huỳnh Văn Hai khi trở thành giám mục tự gọi mình là một Đức Cha chăn vịt (Giám mục chăn vịt).
Sau mười ba năm gián đoạn việc tu trì, năm 1991, chủng sinh Huỳnh Văn Hai trở về chủng viện, tiếp tục việc học tại Chủng viện Vĩnh Long đến ngày 13 tháng 9 thì trở thành ứng viên Phó tế. Hai năm sau, ngày 6 tháng 1, ông được phong chức Phó tế bởi Giám mục Raphael Nguyễn Văn Diệp.

## Linh mục
Ngày 31 tháng 8 năm 1994, phó tế Huỳnh Văn Hai được thụ phong linh mục, trở thành linh mục thuộc linh mục đoàn giáo phận Vĩnh Long. Cử hành nghi thức truyền chức là Giám mục Giacôbê Nguyễn Văn Mầu. Ông là một trong bốn chủng sinh được truyền chức linh mục, xuất thân từ một khóa đào tạo linh mục gồm có 90 chủng sinh. Ngay sau khi thụ phong linh mục, linh mục Huỳnh Văn Hai được gửi đi du học, vị linh mục trẻ tuổi theo học tại Đại học Công giáo Paris ở Pháp và tốt nghiệp với văn bằng Tiến sĩ Triết học. Do ảnh hưởng từ việc sinh sống mười năm tại Pháp trong quá trình tu học, linh mục Hai chịu ảnh hưởng của văn hóa phương Tây trong đời sống. Sau khi hoàn tất chương trình du học, ông trở về Việt Nam năm 2004 và đảm nhận vai trò đặc trách ơn gọi tại giáo phận Vĩnh Long đến năm 2008.
Từ năm 2006 đến năm 2010, linh mục Huỳnh Văn Hai kiêm nhiệm thêm vai trò phụ trách lớp Tiền Chủng viện của Giáo phận Vĩnh Long. Song song với việc phụ trách lớp Tiền Chủng viện, từ năm 2008, ông còn đảm nhận vai trò Giáo sư Triết học tại Đại chủng viện Cần Thơ và Đại chủng viện Thánh Giuse Sài Gòn, thuộc Tổng giáo phận Thành phố Hồ Chí Minh. Ông kết thúc nhiệm vụ phụ trách lớp tiền chủng viện năm 2011, khi ông được bổ nhiệm làm Phó Giám đốc Đại chủng viện Cần Thơ.
Trong khoảng thời gian mười năm trước khi được chọn làm giám mục (từ năm 2005), linh mục Huỳnh Văn Hai là giáo sư của rất nhiều chủng viện và đại chủng viện Công giáo tại Việt Nam như Đại chủng viện Thánh Quý, Đại chủng viện Thánh Giuse Hà Nội, Đại chủng viện Thánh Giuse Sài Gòn, Học viện Don Bosco Đà Lạt. Linh mục Hai được đánh giá là luôn quan tâm, giúp đỡ với các chủng sinh không những trên giảng đường mà còn trong cuộc sống và có cách xử lý công việc nghiêm túc và kiên trì. Trong cương vị giáo sư chủng viện, ông kêu gọi các linh mục thành lập quỹ hỗ trợ những chủng sinh có hoàn cảnh khó khăn, bệnh tật.
Huỳnh Văn Hai là một giáo sĩ có phong thái từ tốn và đậm chất Nam Bộ. Đối với những học trò của mình, ông thường cư xử như những người bạn với cách xưng hô "mầy, tao". Chính cách tiếp xúc này, các chủng sinh cảm thấy thân thiện và không cần dè dặt khi tiếp xúc với giáo sư của mình. Linh mục giáo sư Huỳnh Văn Hai cũng là một người chuẩn bị giáo án một cách kỹ lưỡng và đồng thuận việc chủng sinh xin bài giảng để tự học. Ông chấp nhận chỉ dẫn cho các chủng sinh cần gặp riêng để xin hướng dẫn bài học và việc này góp phần làm phân môn Triết do ông đảm trách bớt khô khan và trở nên dễ hiểu hơn đối với chủng sinh.

## Giám mục Vĩnh Long

### Công bố tin bổ nhiệm và những động thái đầu tiên
Ngày 7 tháng 10 năm 2015, Văn phòng Báo chí Tòa Thánh loan báo Giáo hoàng Phanxicô đã bổ nhiệm linh mục Huỳnh Văn Hai làm giám mục Giáo phận Vĩnh Long. Giáo phận Vĩnh Long trước đó đã trong tình trạng trống tòa sau cái chết đột ngột của Giám mục Tôma Nguyễn Văn Tân vào tháng 8 năm 2013. Linh mục Giám quản Giáo phận Phêrô Dương Văn Thạnh cho rằng cả giáo phận vui mừng trước tin bổ nhiệm, vì sự thiếu vắng giám mục đã khiến các sinh hoạt mục vụ của giáo phận bị đình trệ. Giáo phận Vĩnh Long vào thời điểm bổ nhiệm tân giám mục Huỳnh Văn Hai có diện tích gần 7.000 nghìn km², với số giáo dân khoảng 200.000 người. Giáo phận có 176 linh mục, 60 chủng sinh và 471 giáo lý viên.
Giám mục Tân cử Huỳnh Văn Hai đã dành thời gian trả lời phỏng vấn báo Công giáo và Dân Tộc sau khi tin tức bổ nhiệm được công bố. Chia sẻ về những cảm xúc đầu tiên khi được bổ nhiệm, Giám mục Hai cho biết thông tin bổ nhiệm đến với ông cách bất ngờ, dù trước đó đã nghe nhiều đồn đoán về việc được chọn làm giám mục. Tân giám mục được nhận định là sẽ gặp khó khăn vì ông chưa từng quản lý một giáo xứ nào. Đánh giá về nhận định trên, Huỳnh Văn Hai thừa nhận do phần lớn thời kỳ linh mục chỉ đảm nhận vai trò Giáo sư chủng viện và dành thời gian cho việc du học nên việc sinh hoạt mục vụ chỉ biết chút ít. Tân giám mục tự đánh giá chức vụ giám mục đối với ông là một sứ mạng rất nặng nề và khó khăn.
Trong khuôn khổ cuộc phỏng vấn trên, nhắc đến những vấn đề khiến Giám mục Huỳnh Văn Hai bận tâm trong cương vị mới, vị giám mục tân cử cho biết ông có những bận tâm đến vấn đề mục vụ và truyền giáo và cách thức sinh hoạt mục vụ khác nhau cho các đối tượng tín hữu. Ông cũng cho biết sự lo lắng về vấn đề đào tạo linh mục và đánh giá việc đào tạo rất khó khăn, nhiều vấn đề có khả năng ảnh hưởng, chi phối đến các ứng viên tu sĩ và linh mục như: không có giai đoạn Tiểu Chủng viện, ảnh hưởng khoa học kỹ thuật, lối làm việc máy móc. Trả lời phỏng vấn qua mail với UCA News, tân giám mục cho biết vấn đề truyền giáo đóng một vai trò quan trọng đối với giáo phận của mình.
Ngày 23 tháng 10 năm 2015, giáo phận Vĩnh Long chào thăm lãnh đạo tỉnh Bến Tre. Ông Trần Ngọc Tam – Phó Chủ tịch Ủy ban nhân dân tỉnh Bến Tre, đại diện lãnh đạo một số cơ quan có liên quan chúc mừng ông Huỳnh Văn Hai được Giáo hội Công giáo trao cho chức vụ giám mục giáo phận Vĩnh Long. Giám mục Hai cho biết ông sẽ hướng dẫn linh mục, tu sĩ và giáo dân tổ chức các hoạt động tôn giáo theo hướng "tốt đời, đẹp đạo". Trong tháng 11, trước khi được tấn phong, giám mục tân cử dành thời gian một tuần tại đan viện để thực hành các việc đạo đức Công giáo như tĩnh tâm và cầu nguyện. Các giáo xứ trong giáo phận đã tổ chức tuần Cửu Nhật kính bà Maria, kéo dài từ ngày 15 đến ngày 23 tháng 11 năm 2015 nhằm cầu nguyện cho tân Giám mục Hai.

### Khẩu hiệu và huy hiệu giám mục

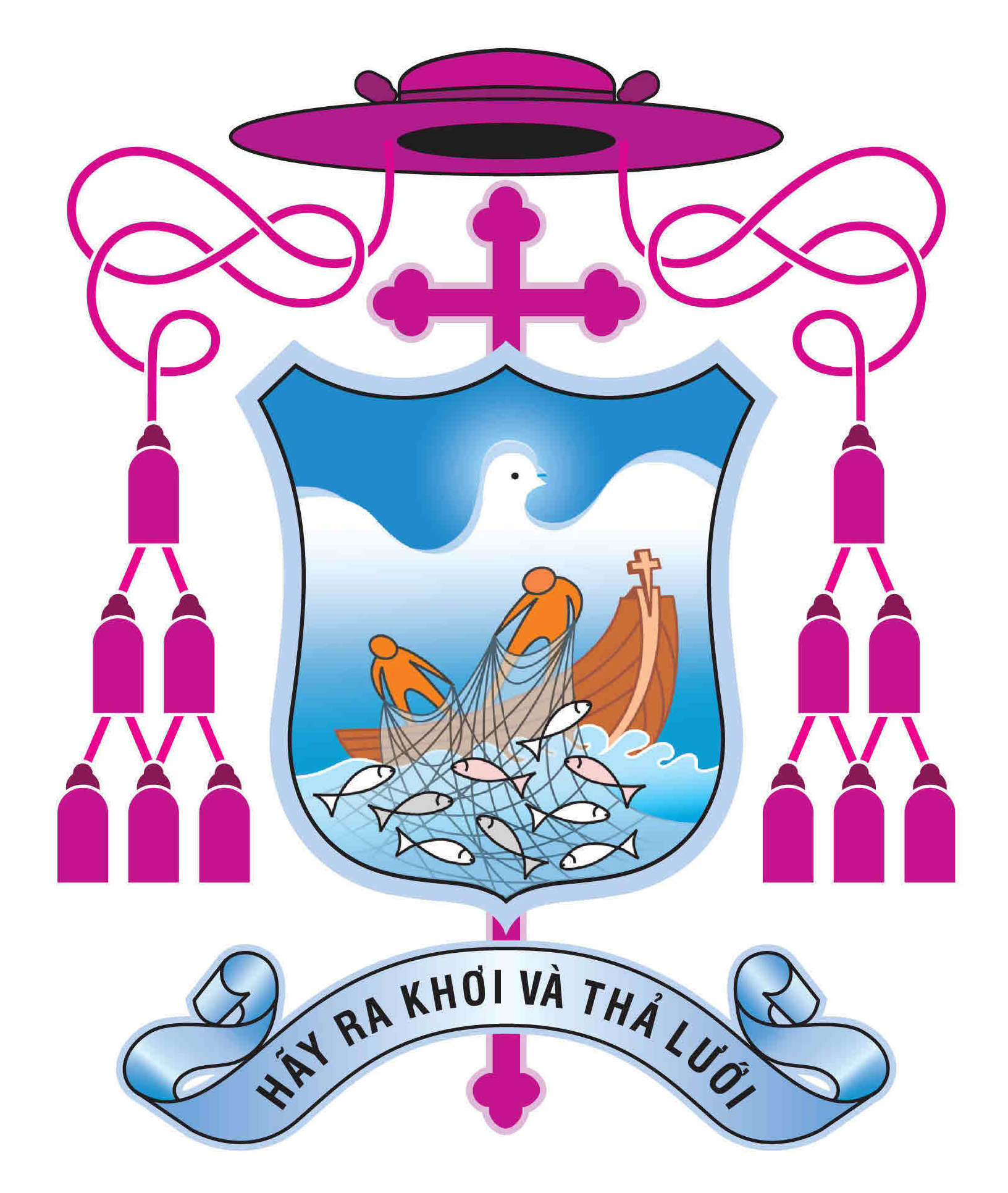
Huy hiệu Giám mục Huỳnh Văn Hai

Thông qua cuộc phỏng vấn với hãng truyền thông Công giáo Viet Catholic, Giám mục Tân cử Huỳnh Văn Hai giới thiệu huy hiệu và giải nghĩa khẩu hiệu giám mục của mình:
| “ | Qua cuộc hội ý của ban tư vấn Giáo phận và qua những ngày suy nghĩ trước đó, tôi chọn câu Luca 5, 4: "Duc in altum, et laxate…" "Hãy ra khơi và thả lưới…". Câu nầy có hai vế liên quan rất nhiều đến việc truyền giáo và động lực truyền giáo Về thứ nhất "Hãy ra khơi" (Ra chỗ nước sâu) diễn ý ở vùng đồng bằng sông Cửu Long có rất nhiều tôn giáo khác, người Khơ Me hiện diện và còn rất nhiều vùng sâu và xa không có một dấu vết gì về Kitô giáo, không hề nghe được chữ Giêsu Kitô; Ra chỗ nước sâu là đi vào sự nguy hiểm theo kinh nghiệm đánh cá; Nhưng ra chỗ nước sâu lại có nhiều cá để đánh bắt. Đến vế thứ hai "Thả lưới…" muốn nói lên rằng khi đi ra chỗ nước sâu thì còn phải làm việc nữa, làm việc vất vả, chớ không thì uổng công, cho nên cần có sự hy sinh, thức đêm thức ngày và nhờ thế mới mong được kết quả … "hầu như rách cả lưới"… Ngoài ra, trong biểu tượng huy hiệu có hình chim bồ câu và con thuyền với ý nghĩa là sự dìu dắt của Chúa Thánh Thần sẽ hướng dẫn con thuyền Giáo phận thu được nhiều cá và cập bến bình an. | ” |

### Lễ tấn phong và tạ ơn

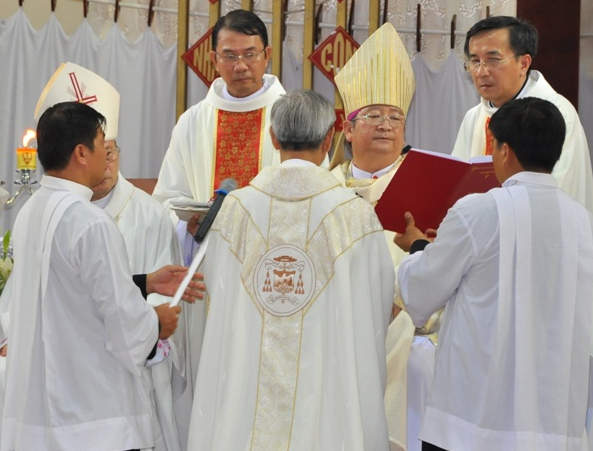
Tổng giám mục Phaolô Bùi Văn Đọc chủ sự nghi thức truyền chức Giám mục cho Tân Giám mục Huỳnh Văn Hai

Giám mục Huỳnh Văn Hai ban phép lành trong Lễ Tấn phong

Giáo phận Vĩnh Long quyết định cho truyền hình trực tiếp lễ tấn phong tân giám mục Huỳnh Văn Hai và xuất bản một đoạn clip ngắn nhằm loan tin này. Lễ tấn phong giám mục cho tân giám mục Huỳnh Văn Hai được tổ chức vào sáng ngày 11 tháng 12 năm 2015, tại Nhà thờ chính tòa Vĩnh Long. Nghi thức tấn phong được cử hành bởi Chủ phong là Tổng giám mục Phaolô Bùi Văn Đọc, Tổng giám mục Tổng giáo phận Thành phố Hồ Chí Minh. Đồng cử hành các nghi thức truyền chức còn có hai vị phụ phong, gồm Giám mục Giuse Nguyễn Chí Linh, giám mục Giáo phận Thanh Hóa và Giám mục Stêphanô Tri Bửu Thiên, giám mục Giáo phận Cần Thơ.
Tham dự lễ truyền chức còn có Tổng giám mục Leopoldo Girelli, Đại diện Tòa Thánh, các Hồng y, tổng giám mục từ ba tổng giáo phận Hà Nội, Huế và Thành phố Hồ Chí Minh, hơn 25 giám mục khác và 3 viện phụ. Ngoài hàng ngũ các giám mục, còn có khoảng 320 đến 400 linh mục và gần 8.000 tu sĩ nam nữ, 15.000 giáo dân, đại diện các tôn giáo khác và chính quyền các cấp thuộc tỉnh Vĩnh Long, Bến Tre và Trà Vinh tham dự lễ truyền chức cho vị giám mục tân cử.
Ngày 14 tháng 12 năm 2015, tân giám mục Huỳnh Văn Hai cử hành lễ tạ ơn tại Giáo xứ Thạnh Phú. Giáo xứ này vốn là nơi niên thiếu ông từng tham gia sinh hoạt. Đồng tế buổi lễ với tân giám mục có các linh mục Tổng Đại diện Tổng giáo phận Thành phố Hồ Chí Minh và Giáo phận Mỹ Tho, Linh mục Gioan Baotixita Huỳnh Công Minh – Quản Đốc nhà thờ chính tòa Sài Gòn các linh mục. Tham dự lễ có các nữ tu và giáo dân trong và ngoài giáo phận Vĩnh Long.

### Mục vụ
Cùng với Giáo hội Công giáo trên thế giới, Giám mục Huỳnh Văn Hai chủ sự nghi thức khai mạc Năm Thánh về Lòng Thương Xót tại Nhà thờ chính tòa Vĩnh Long giữa tháng 12 năm 2015, đồng tế có hơn 30 linh mục, thành phần tham dự gồm giáo dân và hơn 2.000 tu sĩ nam nữ. Giám mục Huỳnh Văn Hai cử hành nghi thức truyền chức linh mục lần đầu tiên tại Nguyện đường của Đan viện Xitô Phước Vĩnh vào ngày 14 tháng 1 năm 2016, cùng với lễ phong chức tân linh mục, Giám mục Hai cũng thực hiện nghi thức đặt viên đá đầu tiên xây dựng nguyện đường này.
Ngày 1 tháng 4 năm 2016, Giám mục Huỳnh Văn Hai đến thăm Trung tâm hành hương Đức Mẹ La Mã Bến Tre và được linh mục Đaminh Nguyễn Hữu Trung–quản nhiệm Trung tâm Hành Hương La Mã Bến Tre–đón tiếp. Linh mục Đaminh Trung giới thiệu bản vẽ quy hoạch Trung tâm Hành Hương cũng như những dự định xây dựng sắp tới cho Giám mục Hai cùng các linh mục tháp tùng. Giám mục Huỳnh Văn Hai cùng các linh mục tháp tùng đến thực địa sẽ quy hoạch để xây dựng. Mười tân linh mục đầu tiên của Giáo phận Vĩnh Long được truyền chức bởi Giám mục Hai vào ngày 29 tháng 6 năm 2016.
Cùng với các thành viên của Hội đồng Giám mục Việt Nam, Giám mục Huỳnh Văn Hai tham gia chuyến viếng thăm mục vụ Ad Limina từ ngày 2 đến ngày 11 tháng 3 năm 2018. Cùng với đoàn giám mục, ông tiếp kiến Giáo hoàng Phanxicô vào sáng ngày 5 tháng 3 năm 2018.
Các giám mục Việt Nam từ 27 giáo phận họp Đại hội XIV Hội đồng Giám mục Việt Nam tại trung tâm Mục vụ Giáo phận Hải Phòng vào cuối tháng 9 và đầu tháng 10 năm 2019. Trong khuôn khổ đại hội, các giám mục đã sắp xếp và bầu chọn nhân sự trong hội đồng. Kết quả, các giám mục chọn Giám mục Huỳnh Văn Hai làm Chủ tịch Ủy ban Giáo dục Công giáo trực thuộc Hội đồng Giám mục trong nhiệm kỳ 2019–2022. Ngày 23 tháng 11 năm 2019, Giám mục Hai, với tư cách là Chủ tịch tham gia sự kiện Ủy ban Giáo dục Công giáo tổ chức lễ trao học bổng “Mầm hy vọng” cho 27 nữ tu đến từ 12 hội dòng khác nhau tại Việt Nam. Tập đoàn giáo dục Nguyễn Hoàng (NHG) là đơn vị tài trợ học bổng.

Giám mục Huỳnh Văn Hai trên Ngai tòa Giám mục Giáo phận Vĩnh Long

Giữa tháng 1 năm 2020 và cận dịp Tết Nguyên Đán, trang tin Hội đồng Giám mục Việt Nam cho đăng tải bức thư của Chủ tịch Ủy ban Giáo dục Công giáo đến sinh viên, học sinh. Trong thư, Giám mục Huỳnh Văn Hai triển khai các nội dung liên quan đến Tết Nguyên Đán: Tết là thời điểm để tạ ơn, của sự hiếu thảo. Nói đến sự tạ ơn, ông nhắc nhở các học sinh, sinh viên hướng về và cảm tạ các phúc lộc do Thiên Chúa ban. Chia sẻ về vấn đề lòng hiếu thảo, ông trích dẫn sách huấn ca để nhắc nhở các học sinh sinh viên về tầm quan trọng của việc hiếu thảo.
Trước tình hình đại dịch COVID-19, Giám mục Huỳnh Văn Hai đã ấn ký thông báo đề ngày 20 tháng 2 năm 2020 điều chỉnh một số sinh hoạt tôn giáo trong giáo phận Vĩnh Long. Cụ thể, ông quy định lại các nội dung trong thánh lễ như ca đoàn, giáo dân đeo khẩu trang trong thánh lễ, hình thức rước lễ; các sinh hoạt Công giáo liên quan đến bí tích như lễ kết hôn, lễ an táng, viêc xức dầu bệnh nhân... Ông cũng cho đình chỉ các sinh hoạt khác như hành hương, tĩnh tâm, việc dạy và học giáo lý Công giáo... Trong thư, giám mục giáo phận Vĩnh Long cũng kêu gọi giáo dân cầu nguyện và làm các việc hy sinh, tránh trục lợi trong tình hình dịch bệnh.
Ngày 27 tháng 3 cùng năm, Giám mục Huỳnh Văn Hai ấn ký văn thư điều chỉnh các sinh hoạt tôn giáo trong tình hình mới của dịch bệnh. Cụ thể, Giám mục Hai yêu cầu đình chỉ tất cả các thánh lễ Công giáo trên địa bàn giáo phận Vĩnh Long, chấp nhận cử hành các Bí tích Xức Dầu, Hòa Giải trong thận trọng phòng tránh lây lan dịch bệnh; tạm hoãn các dịp cưới xin, nghi thức an táng cử hành cách thích hợp; chấp nhận cho giáo dân cầu nguyện cho tình hình dịch bệnh tại các nhà thờ mở cửa, nhưng đình chỉ các sinh hoạt chung khác thánh lễ trong nhà thờ. Ngoài ra, giám mục Vĩnh Long yêu cầu giáo dân tham dự thánh lễ Công giáo trực tuyến được đăng tải trên trang web Giáo phận, yêu cầu các linh mục quản nhiệm cho khử trùng nhà thờ, và các phòng sinh hoạt mục vụ, cũng như khuôn viên nhà thờ.
Các giám mục Việt Nam từ 27 giáo phận họp Đại hội XV Hội đồng Giám mục Việt Nam tại trung tâm Mục vụ Tổng giáo phận Hà Nội vào đầu tháng 10 năm 2022. Trong khuôn khổ đại hội, các giám mục đã sắp xếp và bầu chọn nhân sự trong hội đồng. Kết quả, các giám mục tiếp tục chọn Giám mục Phêrô Huỳnh Văn Hai đảm trách vai trò Chủ tịch Uỷ ban Giáo dục Công giáo thuộc Hội đồng Giám mục trong nhiệm kỳ 2022 – 2025.

## Tông truyền
Giám mục Phêrô Huỳnh Văn Hai được tấn phong năm 2015, dưới thời Giáo hoàng Phanxicô, bởi:
- Giám mục Chủ phong: Tổng giám mục chính tòa Tổng giáo phận Thành phố Hồ Chí Minh Phaolô Bùi Văn Đọc
- Hai giám mục Phụ phong: Giuse Nguyễn Chí Linh, giám mục Giáo phận Thanh Hóa và Stêphanô Tri Bửu Thiên, giám mục chính tòa Giáo phận Cần Thơ

Giám mục Phêrô Huỳnh Văn Hai là Giám mục phụ phong cho giám mục:
- Năm 2023, Giám mục Phêrô Kiều Công Tùng, hiện là Giám mục Chính tòa Giáo phận Phát Diệm.

Dưới đây là sơ đồ tính Tông truyền từ giám mục Việt Nam đầu tiên được giám mục ngoại quốc chủ phong cho đến đời Giám mục Huỳnh Văn Hai.